# Nguyễn Xuân Huy (nhà thơ)
Nguyễn Xuân Huy (1915-2000), là nhà báo, nhà văn và là nhà thơ Việt Nam thời tiền chiến.

## Tác giả
Nguyễn Xuân Huy sinh ngày 15 tháng 7 năm 1915, tại làng Dũng Quyết, huyện Ý Yên, tỉnh Nam Định, trong một gia đình trung lưu có học. Ông nội ông đỗ Cử nhân, làm Tri huyện. Cha ông đi thi vào đến nhị trường.
Học ở Nam Định, đỗ xong bằng Thành chung (1932), Nguyễn Xuân Huy lên Hà Nội dạy tư, làm báo, làm văn (1934). Ông cộng tác với các báo: Đông Tây, Phụ nữ thời đàm, Nhật Tân, Tân thiếu niên, Hà Nội báo.... Bài viết đầu tiên của ông đăng trên báo là bài Non thiêng khéo đúc nên người (Đông Tây tuần báo, 1930).
Năm 1940, Nguyễn Xuân Huy cho xuất tiểu thuyết đầu tay: Chiều.
Tháng 10 năm 1941, ông và thơ ông được Hoài Thanh-Hoài Chân viết bài giới thiệu để in trong quyển Thi nhân Việt Nam, xuất bản năm 1942. Cũng khoảng cuối năm này, ông cũng đã cho xuất bản tập thơ đầu tay (và cũng là duy nhất): Hương Xuân.
Khi chiến tranh Pháp-Việt nổ ra (1946-1954), Nguyễn Xuân Huy về quê ở Nam Định, vừa hoạt động văn nghệ vừa viết bài cho các báo địa phương, như: Nam Định kháng chiến, Công dân...
Năm 1948, ông vào Thanh Hóa, hoạt động sân khấu ở Trường Lục quân.
Năm 1951, ông lại trở ra Hà Nội dạy học và xuất bản truyện dài Duyên Bích câu.
Kể từ đó cho đến nay (2009), chỉ có một truyện ngắn (Hai buổi chiều, một buổi sáng) của ông xuất hiện trên tuần báo Văn nghệ (1962). Theo Từ điển Văn học (bộ mới), hầu như ông đã ngừng viết, mà chỉ chăm nghiên cúu đạo Phật.
Ông mất ngày 30 tháng 12 năm 2000 tại Hà Nội.

## Tác phẩm
- Hương xuân (thơ, 1941)
- Nắng đào (tiểu thuyết, Phổ thông bán nguyệt san số 42, năm 1939; tái bản tại miền Nam tháng 10 năm 1967)
- Chiều (tiểu thuyết, Lê Cường xuất bản, 1940)
- Thềm nhà cũ (truyện ngắn, Tân Dân xuất bản, Hà Nội, 1940)
- Người chiến sĩ áo lam (truyện dài đăng trên Phổ thông bán nguyệt san, 1941)
- Viết và sống (bình luận văn học, Đại học thư xã Hà Nội xuất bản, năm1944)
- Duyên Bích câu (truyện dài, Thăng Long xuất bản, Hà Nội, 1952)

Ngoài ra ông còn có truyện ngắn đăng rải rác trên các báo, như: Lạc Bước, Chiếc đầu sư tử, Cây ca bến cũ, Nhịp cầu quân dân, Đóa vân côi (bút ký) Hai buổi chiếu - một buổi sáng,...Theo Việt Nam thi nhân tiền chiến, Nguyễn Xuân Huy còn có tác phẩm: Ba mươi tuổi do Người bốn phương (Hà Nội) ấn hành, nhưng sách không cho biết là truyện ngắn hay truyện dài và năm xuất bản.

## Đóng góp cho văn học
Tuy Nguyễn Xuân Huy có viết văn xuôi, nhưng thơ của ông được bạn đọc chú ý hơn. Bàn về lĩnh vực này, tác giả "Thi nhân Việt Nam" viết: 
Tôi cũng thấy thơ Nguyễn Xuân Huy hay lắm. Mối tình ở đây nó vừa thanh sạch như tình ruột thịt, vừa nồng say như tình yêu. Tình ấy, một đời người ta chỉ có thể nuôi trong mộng một lần, khi lòng xuân mới nhóm và người ta còn giữ được cái trong trắng của tuổi ngây thơ. Chúng ta - những ai không còn tuổi ấy-xem thơ Nguyễn Xuân Huy sẽ được hưởng chút gió trong lành thổi về từ tuổi mười tám...
Tác giả bộ Việt Nam thi nhân tiền chiến, sau khi trích dẫn lại đoạn văn trên, đã có lời bàn thêm rằng: 
Trong "Hương Xuân", hai bài thơ này diễn tả tâm tình khéo nhất, thật nhất. Vì chúng phản ánh trung thực được những cảm giác mới lạ của những cõi lòng chớm yêu...Ở khía cạnh khác, chúng còn trong sáng như pha lê, lời thơ quá dung dị như những câu thường đàm, nhưng mà nổi bật được tâm tình muôn thuở của con người...Chính vì vậy mà trong một lúc cao hứng, ông Phan Khôi đã đem chúng sánh với bài Trường Can hành của Lý Bạch đời Đường.
Về văn xuôi, theo Từ điển Văn học (bộ mới), thì: 
Truyện của Nguyễn Xuân Huy cũng như thơ, đa phần đều thiên về đề tài tình cảm nam nữ thuở thiếu thời, khi "lòng xuân vừa mới nhóm" vừa thanh sạch, vừa nồng say...Trong cuốn "Viết và sống", tuy Nguyễn Xuân Huy có thiện chí, nhưng nhìn chung quan điểm triết học và văn học hãy còn mơ hồ, đôi khi thiếu khoa học, nên việc đánh giá của ông có chỗ thiếu chính xác...

## Thơ Nguyễn Xuân Huy
| Giận nhau (trích) Hôm nọ em biếng học Khiến cho anh bất bình, Khẽ đánh em cái thước Vào bàn tay xinh xinh. Anh nhiếc em "biếng lười" "Rắn mặt" cùng "khó dạy" Rồi lệ em chan hòa, Rồi lòng anh tê tái… Giận anh em ủ rũ Từ hôm đó mà đi; Anh hỏi, em không đáp Anh cười em ngoảnh đi: Chơi "đi trốn đi tìm" Em không chơi với nữa; Khăn đào em đang thêu Cho anh, em bỏ dở... (trước in trong quyển tiểu thuyết "Chiều", sau đưa vào tập thơ "Hương xuân") | Em đương thêu (trích) Em đương thêu bên cửa, Mơn mởn trăm vẻ xinh. Anh ghé đến ngồi cạnh Vuốt ghẹo làn tóc xanh. Giật tay, em khẽ trách: "Cho Hà thêu đi anh!" Không nghe anh cứ nghịch. Em bực nắm tay anh. "Vì tội đã trêu Hà Kết án tay phải giữ Biết giờ biết hối lỗi Hứa chừa đi thì tha!" ... (Hương xuân) |

## Thông tin thêm
Bài thơ Giận nhau của Nguyễn Xuân Huy đã được GS. Trần Văn Khê phổ nhạc trước năm 1946. Ông kể: 
Lúc tôi ẩn trú trên Lộc Ninh...đọc lại những bài thơ loại thơ mới, găp hài thơ "Chùa Hương" của Nguyễn Nhược Pháp, "Giận nhau" của Nguyễn Xuân Huy, "Thời gian" của Xuân Diệu...tôi thích quá nên từ "ngâm thơ" theo kiểu mớỉ biến thành phổ nhạc thơ. Ba bài ấy, tôi chỉ hát chơi cho bạn bè nghe...Sau, em tôi là Trần Văn Trạch, thích bài "Giận nhau" đem ra biểu diễn trong mấy buổi Đại nhạc hội và trên Đài Phát thanh Sài Gòn được thính giả hoan nghinh quá...